# Lasioglossum laticeps
De Lasioglossum laticeps (tên tiếng Anh: breedkaakgroefbij) là một loài Hymenoptera trong họ Halictidae. Loài này được Schenck mô tả khoa học năm 1870.